# Luis Guilherme
Luis Guilherme Lira dos Santos, mais conhecido como Luis Guilherme (Aracaju, 9 de fevereiro de 2006), é um futebolista brasileiro que atua como meio-campista. Atualmente joga no West Ham.

## Carreira

### Categorias de base
Nascido em Aracaju, capital do estado de Sergipe, Luis Guilherme jogou em diversas escolinhas de futebol de sua cidade natal antes de ingressar no Palmeiras em 2017. Em janeiro de 2022, Luis Guilherme fez parte do plantel que conquistou, de forma inédita, a Copa São Paulo de Futebol Júnior de 2022 pelo Verdão. Ele assinou seu primeiro contrato profissional com o clube em junho de 2022. Em novembro de 2023, o contrato foi renovado, recebendo um aumento salarial e multa em 55 milhões de euros. Ainda em 2022, Luis Guilherme conquistou a quádrupla coroa da temporada sub-17 (Campeonato Paulista, Brasileiro, Copa do Brasil e Supercopa).

### Palmeiras
Luis Guilherme fez sua estreia pela equipe principal em 12 de abril de 2023, entrando aos 31 minutos do segundo tempo no lugar de Flaco López, na vitória em casa por 4–2 sobre o Tombense, pela Copa do Brasil de Futebol de 2023. Seu primeiro gol como profissional saiu na vitória por 3–2 contra o Independiente del Valle, fora de casa, pela Libertadores da América; o jogador fez o terceiro gol palmeirense na partida.

### West Ham United
Em 13 de junho de 2024, o West Ham United, da Inglaterra, anunciou a contratação de Luis Guilherme, que assinou um contrato de cinco anos. Os valores do contrato não foram divulgados oficialmente, mas, segundo o portal esportivo brasileiro ge, o clube inglês pagou trinta milhões de euros (170 milhões de reais, na época) pela transferência, sendo 23 milhões fixos e sete milhões em bônus. Estreou no dia 15 de julho de 2024, em amistoso contra o Ferencvaros, no empate em 2 a 2. No dia 20 julho de 2024, Luis Guilherme foi titular no amistoso contra o Dagenham & Redbridge, jogando o primeiro tempo. No dia seguinte, viajou para a Flórida, onde participou do Sunshine State Tour, a pré temporada dos Hammers, jogando contra o Wolverhampton e Crystal Palace. Fez sua estreia oficial no West Ham em 5 de outubro, substituindo Mohammed Kudus aos 40 minutos do segundo tempo, na vitória por 4 a 1 na Premier League contra o Ipswich Town.

## Seleção Brasileira

### Sub-17
Luis Guilherme foi convocado para a Seleção Brasileira de Futebol Sub-17 para o Torneio de Montaigu em 2022, onde marcou três gols em quatro jogos e ajudou a seleção a ser campeã do torneio depois de 38 anos.

### Sub-20
Luis Guilherme foi convocado para a Seleção Brasileira de Futebol Sub-20 para a disputa do Campeonato Sul-Americano de Futebol Sub-20 de 2023, sendo o atleta mais jovem da Seleção sub-20 no Século XXI. Luis Guilherme foi titular em dois jogos na campanha da seleção, que conquistou o título sul-americano após 12 anos e garantiu o retorno a Copa do Mundo FIFA Sub-20 oito anos após sua última participação. O meia-atacante do Palmeiras entrou em campo cinco vezes, totalizando 191 minutos em campo, com quatro vitórias e um empate. Ele teve participação discreta, mas importante ao considerar que foi convocado para um torneio sub-20 com apenas 16 anos, fazendo 17 anos durante a competição.

## Estilo de jogo
Um meio-campista técnico com boa tomada de decisões em campo, Luis Guilherme é conhecido por sua velocidade, atingindo velocidade máxima de 36,4 km/h na final da Copa do Brasil de Futebol Sub-17 de 2022, contra o Vasco da Gama. Ele lista a lenda argentina Lionel Messi como uma inspiração para ele.
Em 11 de outubro de 2023 foi eleito pelo jornal inglês The Guardian como um dos melhores jogadores nascidos em 2006 no mundo, ao lado dos companheiros do Palmeiras Endrick e Vitor Reis. Considerado uma promessa da base palmeirense, em 2023 Luis Guilherme entrou no radar de clubes europeus, sendo monitorado por clubes como Chelsea, Bayern de Munique e Manchester United.

## Estatísticas
Atualizadas até 08 de maio de 2024.

### Clubes
Abaixo estão listados todos os jogos, gols e assistências do futebolista por clubes.
| Clube             | Temporada         | Campeonato nacional | Campeonato nacional | Campeonato nacional | Copa nacional | Copa nacional | Copa nacional | Competições continentais | Competições continentais | Competições continentais | Outros torneios | Outros torneios | Outros torneios | Total | Total | Total   |
| Clube             | Temporada         | Jogos               | Gols                | Assist.             | Jogos         | Gols          | Assist.       | Jogos                    | Gols                     | Assist.                  | Jogos           | Gols            | Assist.         | Jogos | Gols  | Assist. |
| ----------------- | ----------------- | ------------------- | ------------------- | ------------------- | ------------- | ------------- | ------------- | ------------------------ | ------------------------ | ------------------------ | --------------- | --------------- | --------------- | ----- | ----- | ------- |
| Palmeiras         | 2023              | 19                  | 0                   | 0                   | 5             | 0             | 0             | 3                        | 0                        | 0                        | 0               | 0               | 0               | 27    | 0     | 0       |
| Palmeiras         | 2024              | 3                   | 0                   | 1                   | 0             | 0             | 0             | 3                        | 1                        | 0                        | 7               | 0               | 0               | 13    | 1     | 1       |
| Total na carreira | Total na carreira | 22                  | 1                   | 1                   | 5             | 0             | 0             | 6                        | 1                        | 0                        | 7               | 0               | 0               | 40    | 1     | 1       |

- a. ^ Jogos da Copa do Brasil
- b. ^ Jogos da Copa Libertadores
- c. ^ Jogos do Campeonato Paulista e Supercopa do Brasil

## Títulos
Palmeiras
Categorias de base
- Copa São Paulo de Futebol Júnior: 2022 e 2023
- Campeonato Paulista Sub-17: 2022
- Campeonato Brasileiro Sub-17: 2022
- Copa do Brasil Sub-17: 2022
- Supercopa do Brasil Sub-17: 2022

Profissional
- Campeonato Brasileiro: 2023
- Campeonato Paulista: 2024

Seleção Brasileira
- Torneio de Montaigu Sub-17: 2022
- Campeonato Sul-Americano Sub-20: 2023